# Iselsberg-Stronach
Iselsberg-Stronach – gmina w Austrii, w kraju związkowym Tyrol, w powiecie Lienz. Liczy 602 mieszkańców (1 stycznia 2015).

## Współpraca
Miejscowość partnerska:
- Aiterhofen, Niemcy